# Rendőrsztori
A Rendőrsztori (警察故事, kantoni pinjin: Ging2 chaat3 gu3 si6, mandarin pinjin: Jǐngchá Gùshì [csingcsa kusi], angol címén Police Story) egy 1985-ben bemutatott hongkongi akciófilm, melyet Jackie Chan rendezett. A film a Rendőrsztori-sorozat első része, a főszereplő Jackie Chan. A film jórészt pozitív fogadtatásra lelt, a Rotten Tomatoes kritikusai 83%-ra ítélték.

## Történet
Kevin Chan rendőrtisztnek egy kábítószerkirályt, Chu Taot kell elfognia, de kicsúszik a keze közül. Ezek után a bűnöző titkárnőjének védelmét bízzák rá, ám a nő eltűnik. Chu Tao megpróbálja Chanre kenni egy rendőrtiszt megölését, így Channek menekülnie kell és el kell kapnia Taot, hogy tisztázza a nevét.

## Kaszkadőrmutatványok
A film számos, lélegzetelállítóak minősített kaszkadőrmutatványt vonultat fel, és ebből a szempontból Jackie Chan ezt a filmjét szereti a legjobban. A film egyik jelenetében egy komplett viskóvárost rombolnak le autókkal, majd Chan egy esernyőbe kapaszkodva próbál meg felmászni egy busz oldalán, végül a pisztolyával állítja meg a buszt. A film nagyjelenetében egy bevásárló központban több emelet magasról egy rúdon kellett végig csúsznia, amire karácsonyi égősort tekertek. A mutatványt egy felvétellel kellett megcsinálni. Chan számos sérülést szerzett közben a szilánkosra törő égőktől, a kezén pedig másodfokú égési sérülések keletkeztek.